# Stradivari Barone Knoop
Lo Stradivari Barone Knoop del 1698 è un antico violino fabbricato dal liutaio Antonio Stradivari di Cremona (1644-1736).